# Saillagouse
Saillagouse (in catalano Sallagosa) è un comune francese di 1 045 abitanti situato nel dipartimento dei Pirenei Orientali nella regione dell'Occitania.

## Geografia fisica

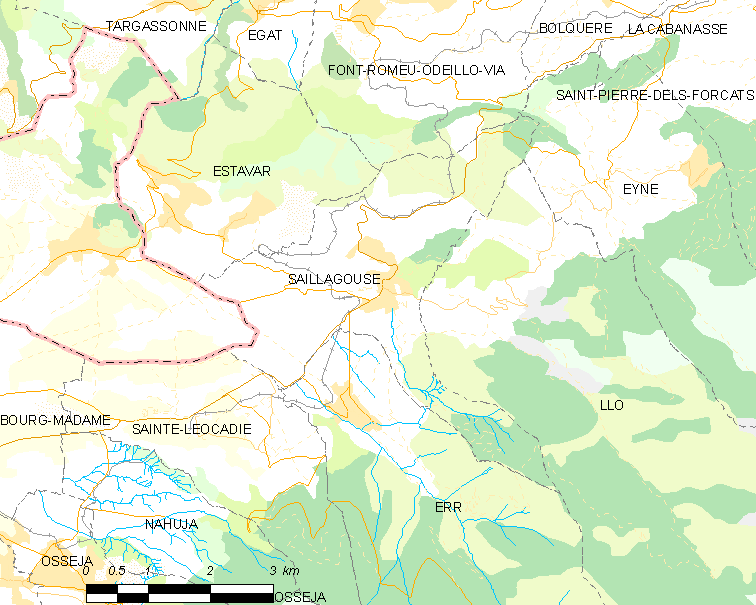
Situazione di Saillagouse

Fa parte della regione storica nota come Cerdagna.

## Società

### Evoluzione demografica
Abitanti censiti